# Artushof (Königsberg, Altstadt)

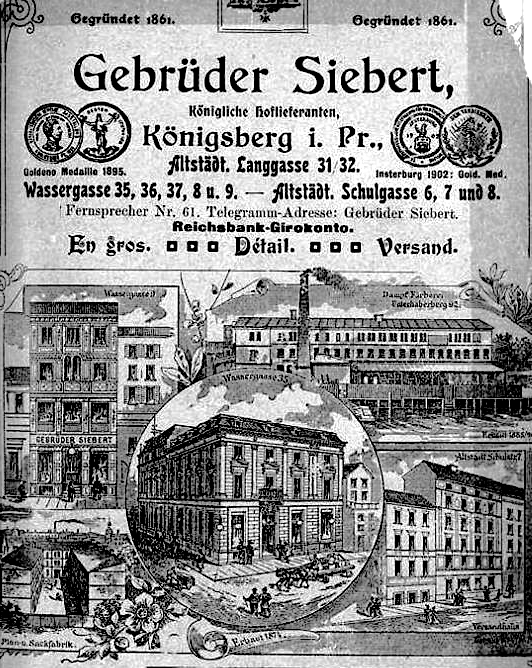
Firma Siebert in Königsberg (mit ehemaligem Artushof in der Wassergasse 35).

Der Artushof im Königsberger Stadtteil Altstadt, auch Altstädtischer Junkerhof, befand sich in der Wassergasse Nr. 35, Ecke Hofgasse und bestand bereits im 14. Jahrhundert. Dort tagten, in „Winkeln“ abgesondert, die Ratsherren, die Schöppen (= Richter), die Ritter und die Junker. Er wurde 1544 auf den alten Fundamenten neu erbaut. 1708 musste dieser wegen Baufälligkeit abgebrochen werden. 1710 entstand ein Neubau im Stil des Barock am gleichen Ort. Das Gebäude wurde um 1825 an die Pinnauer Mühlenwerke veräußert. Der altstädtische Artushof diente nun als Mehl- und Getreidelager. 1872 wurde er von den Gebrüdern Siebert erworben und zu einem Geschäftshaus umgebaut.
Von den verschiedenen mittelalterlichen Artushöfen in Königsberg hat sich keine Spur erhalten. Bei den Luftangriffen auf Königsberg und der anschließenden Schlacht um Königsberg wurde das Gebäude zerstört.

## Geschichte und Ausstattung
Wichtige historische Persönlichkeiten waren Mitglieder des Altstädter Artushofes: Heinrich von Plauen (1410), Hm von Richtenberg, Albertus Dei gratia Magister generalis, Christophorus von Gottes Gnaden Markgraf zu Brandenburg (1565), Friedrich II., König von Dänemark (1566), George Friedrich von Gottes Gnaden Markgraf zu Brandenburg, in Preußen Herzog und Hans Sigismund, Markgraf und Kurfürst von Brandenburg (1611), auf dessen Schild war folgende Inschrift zu lesen war:

„Diffugiant lites veniat cum pace
Triumphus floreat in patrio Pax generosa solo.
Übersetzung:
Streitereien verschwinden, wenn der Friede kommt
Der Triumph erblüht, Frieden auf seinem Heimatboden.“

Weitere Mitglieder waren Hans Albrecht, Herzog zu Mecklenburg, Burggraf Fabian zu Dohna (1622), Paul Fuchs (1691) und Johann Ernst von Wallenrodt (1666).
Der Junkerhof wurde von den Mälzenbrauern, Kaufleuten und Gildefischern als Versammlungsort verwendet. Das Gebäude hatte fünf sogenannte Winkel: Rats-, Gerichts-, Ritter-, Kannen- sowie Hölkenwinkel (nach „Holke“=Schiff).

### Ratswinkel
Im Ratswinkel befanden sich Gemälde, die Sigismund III. Wasa sowie Wladislaw IV. Wasa, Könige von Polen, darstellten. Dazu kamen das fürstliche und altstädtische Wappen. Dazu befanden sich dort Statuen, die Allegorien auf Niedrigkeit, Reichtum, Glück und Unglück darstellten.

### Gerichts- oder Schöppenwinkel
Im Gerichts- oder Schöppenwinkel befanden sich die Statue des Moses, ein Kreuz sowie die Statue der Justitia. Es gab dort auch Gemälde, die Kurfürst Johann Sigismund und dessen ältesten Sohn, den Kurfürsten Georg Wilhelm darstellten.

### Ritterwinkel
Im Ritterwinkel befand sich am Ofen der Tisch der Älterleute. An den Fenstern standen die Figuren von Karl dem Großen und König Artus von Camelot. Von der Artuslegende inspiriert, entstanden im 14. Jahrhundert zahlreiche Artushöfe. Zudem befand sich dort eine Statue des Roland. Zwischen der Artus- und Roland-Statue war folgendes Gedicht angebracht, welches die Gebrüder Siebert später in den Neubau übernahmen:

„Es war Arthurus Hoff durchs Alterthum der Zeiten

In solchen schlechten Stand und Abnahm schon gebracht.

Daß sich zu seinem Fall das Alles wollt' bereiten,

Was ihn zur Wüsteney auf diesem Platz gemacht.

Dem ist Gott und die Zeit noch zeitig vorgekommen

Belobte Altenstadt es hat die Obrigkeit gericht

und beider Krafft der Sach sich angenommen

und den Arthurus Hoff vom Untergang befreut

Er ist durch ihrer Hülf in bessern Stand gediehen

Als er vor diesem war, ihr Beitrag hats gemacht

Und Gott hat seine Gnad' und Hülf dabei verliehen,

dass dieses Ehrenhaus in schönen Bau gebracht

Es steh' so lang der Bau der Welt sich noch wird halten:

So wünschen die, so jetzt Arthurus Hoff verwalten

H. Martinus Wellenburg

H. Bartholomäus Höpfner, Brauherr

A. 1709 den 12. September.“

Im Ritterwinkel befand sich auch ein Tisch mit dem Gemälde einer mit einer Axt abgeschlagenen Hand mit folgender Beschreibung

„Kein wapffen bloss (Keine Waffen entblöße),
kein Messer zick, (ziehe kein Messer)
Bey Straff der hand (bei Strafe der Hand)
meid böse tück (meide böse Tücke)
Halt Manzucht, (halte Mannzucht), Fried (Frieden),
brauch mesigkeit (gebrauche Mäßigkeit),
sonst folget straff (Sonst folgt Strafe) und grosses Leid.“

An den Wänden standen Statuen, die Allegorien der Frömmigkeit, des Krieges und des Neides darstellten, sowie eine Statue des Herkules, den Centauren tötend.
Im Ritterwinkel befanden sich verschiedene Kunstwerke, so das Bild des Hlg. Georg, die Statue der Ruhe und das Bild eines alten, gebrechlichen Mannes auf einem Stuhl sitzend, der ein Horn mit Bier hielt, mit den Versen zu jungen Männern sprechend:

„Wenn ein junger Mann wüßt,
wie einem Alten der Trunk lüst.
Er würde viel sparen
in seinen jungen Jahren.
Mit Mannzucht und Ehr
soll ein jeder trinken sein Bier.
Es ist zu warm an diesem Ort,
dass man muss trinken immerfort.“

### Holkenwinkel

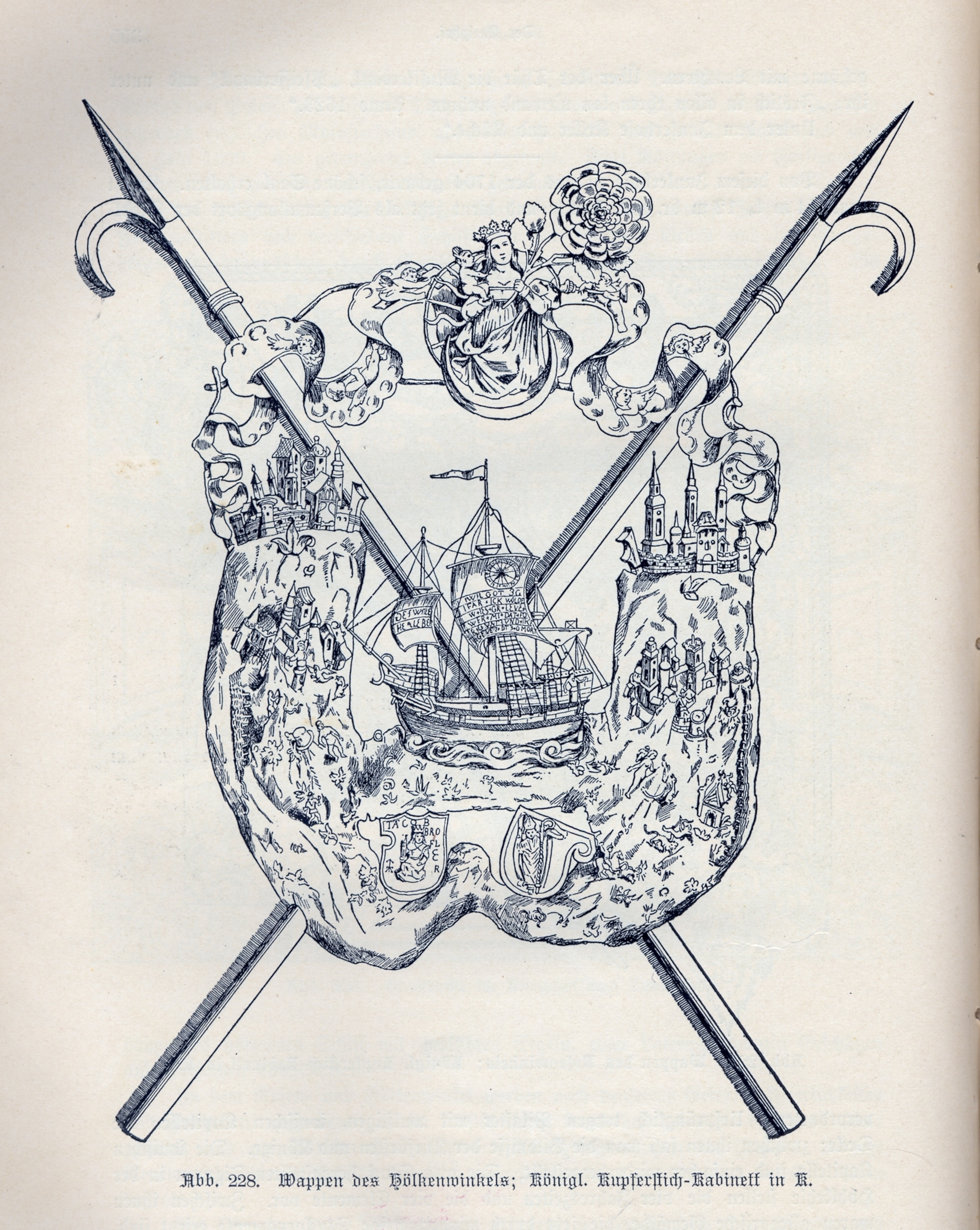
Wappen des Höllenwinkel (Zeichnung)

Der Holkenwinkel war der Versammlungsort der Kaufleute und Reeder (Gildefischer). Dort befanden sich die Statue des Hl. Sebastian, die Bildnisse der Musen, das Urteil des Paris mit Juno, Venus und Pallas.
Das Wappen des Hölkenwinkels stellte ein Schiff mit zwei gekreuzten Bootshaken dar. Um das Schiff türmten sich zwei Felsen, die von den Städten Altstadt (Königsberg) und Löbenicht gekrönt waren. Unten waren zwei Wappen. Ein Wappen zeigte einen Heiligen mit Turm und Palme sowie den Bischof Adalbert.
Über dem Segelschiff flatterten Bänder, die mit Putten geschmückt waren. Die Bänder gingen von Maria aus, die auf dem einen Arm das Jesuskind und in der anderen Hand eine Rose trug. Die Rose war eine spätere Zutat von 1709 und stammte aus einem zu Grunde gegangenen Silberschild des Rosenwinkels der Mälzenbrauer.
Das Silberschild wurde von dem Königsberger Goldschmied Paul Hoffmann um 1550 geschaffen. Es war Teil eines großen Silberschatzes der Kaufherren und Gildeschiffer, der aus 93 Schildern und drei vergoldeten Trinkhörnern bestand. Um die Kriegskontribution der Napoleonischen Kriege zu begleichen, wurde der Schatz veräußert. Auf dem geblähten Segel des Schiffes war zu lesen:

„Will Got so
 Far ick wol de
 wile ick leve
 Wer mir dat fo
 r gund und nich
 t engenet d sl d mort
 Will es Gott so
 fähr ich wohl, der-
 weilen ich lebe.
 Wer mir das ver-
 gönnt und mich nicht
 beengt, der schlage den Tod.“

Das Schildchen wurde auch der Sund genannt und wurde 1848 von dem Konditor Zappa für einige 80 Taler erworben. Die Erben verkauften den Sund, und in den 1860er Jahren gelangte es an das Fürstlich Hohenzollersche Museum zu Sigmaringen, wo es unter der Bezeichnung Dänisches Schifferzeichen ausgestellt wurde. Walter Pirsch, Vorstandsmitglied des Kaufmännischen Vereins Königsberg, ließ den Sund im Jahre 1929 für 500 RM erwerben und dem Königsberger Kunstgewerbemuseum übergeben. Das Schild gelangte dadurch in die Kunstsammlungen des Königsberger Schlosses.

### Kannenwinkel
Der Kannenwinkel war der Versammlungsort und Festraum der Mälzenbrauer. Der Kannenwinkel hatte als Zeichen eine Kanne, darüber zwei große, kreuzweise gelegte Schlüssel. Vom Wappen dieses Kannenwinkels haben sich die beiden gekreuzten Schlüssel, jetzt im Kunstgewerbemuseum, erhalten. Sie haben gotische Musterung mit Fischblasen in Bart und Griff. Auf den Bärten befindet sich eine Gravur, die Drachen und Vögel darstellt. Das Material ist Silberblech über Holz.
Der große Saal im Junkerhof war 21,2 m lang und 11,3 m breit. Zur Wassergasse hin befand sich ein Balkon mit schmiedeeisernem Gitter, den der Kaufmann George Schomaker 1710 ganz vergoldet hatte, und der für Ansprachen an das Volk und auch dem Musikchor gewidmet war.
Im Artushof stand sein Wahrzeichen: ein in Holz geschnitzter Mann, auf dessen Haupt eine Nachteule mit einem Halsband zu sehen war.